# Xã Guthrie, Quận Callaway, Missouri
Xã Guthrie (tiếng Anh: Guthrie Township) là một xã thuộc quận Callaway, tiểu bang Missouri, Hoa Kỳ. Năm 2010, dân số của xã này là 604 người.